# Kocher-Jagst-Ebenen
Die Kocher-Jagst-Ebenen sind ein Naturraum der Neckar- und Tauber-Gäuplatten (Haupteinheit 12) im Südwestdeutschen Schichtstufenland. Sie führen die Nr. 126 in der Systematik des Handbuchs der naturräumlichen Gliederung Deutschlands.

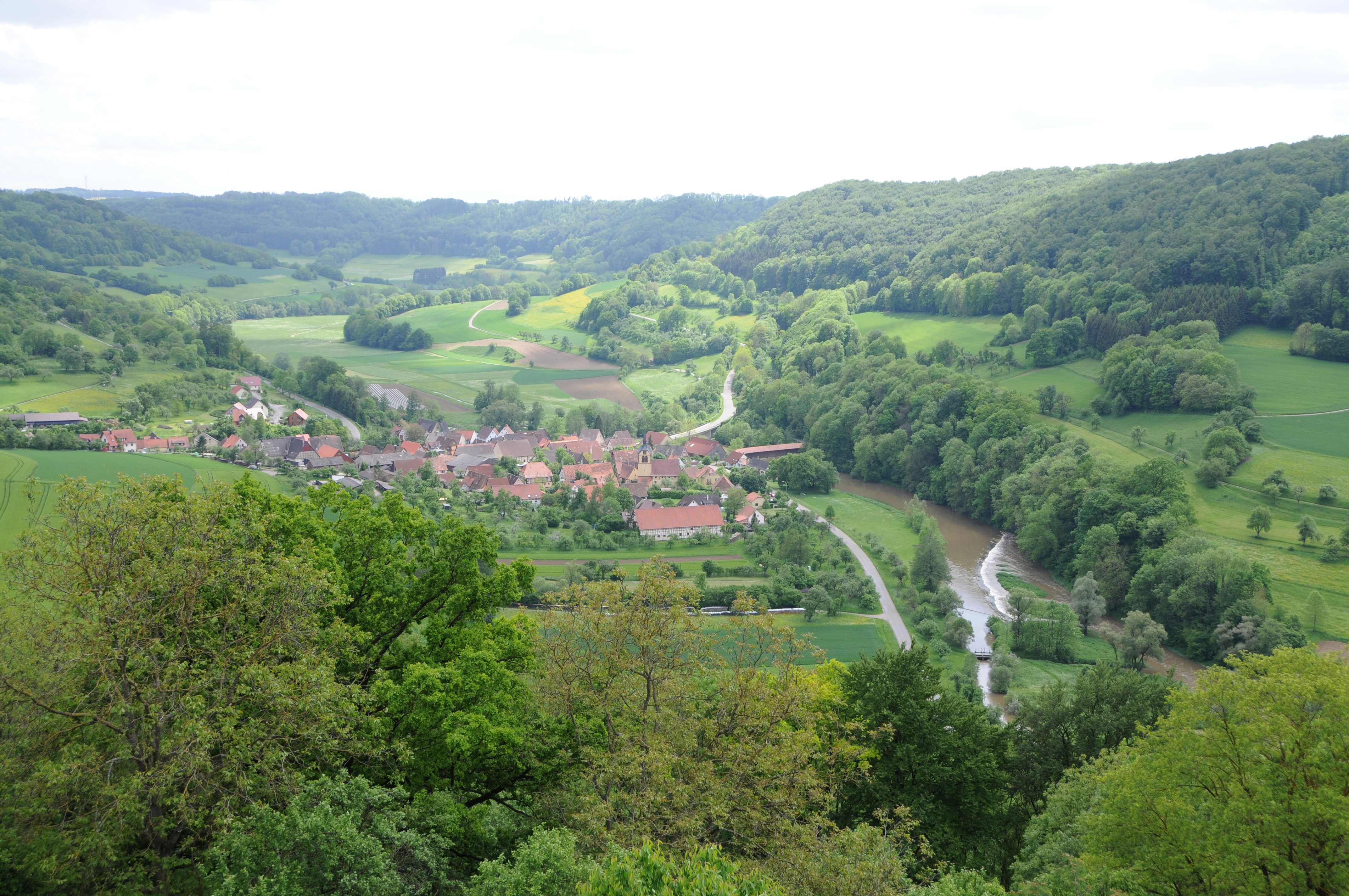
Jagsttal bei Langenburg

## Naturräumliche Gliederung
In den Einzelblättern 1:200.000 Karlsruhe (1952) und Rothenburg o. d. Tauber (1962) der Geographischen Landesaufnahme der Bundesanstalt für Landeskunde wurden die Kocher-Jagst-Ebenen wie folgt untergliedert:
- 126 Kocher-Jagst-Ebenen
  - 126.1 Neudenauer Hügel
  - 126.2 Jagsttal
    - 126.20 Unteres Jagsttal
    - 126.21 Mittleres Jagsttal

  - 126.3 Kochertal
    - 126.30 Unteres Kochertal
    - 126.31 Mittleres Kocher- und Unteres Bühlertal

  - 126.4 Westliche Kocher-Jagst-Ebenen
    - 126.40 Seckach-Kessach-Riedel
    - 126.41 Hardthäuser Wald
    - 126.42 Schöntaler Buchwald
    - 126.43 Ohrnwaldriedel

  - 126.5 Mittlere Kocher-Jagst-Ebenen
    - 126.50 Krautheimer Jagstriedel
    - 126.51 Dörrenzimmerner Platte

  - 126.6 Östliche Kocher-Jagst-Ebene
    - 126.60 Östliche Kocher-Jagst-Riedel
    - 126.61 Bartenstein-Langenburger Platten

Angrenzende Naturräume sind:
- Hohenloher und Haller Ebene (Nr. 127) im Süden und Osten
- Bauland (Nr. 128) im Nordwesten
- Tauberland (Nr. 129) im Norden

## Geologie
Das Gebiet wird von den beiden Hauptgewässern Kocher und Jagst geprägt. Deren überschwemmungsgefährdete Täler sind im Wesentlichen in zwei Abschnitte gegliedert: Im Bereich einer tektonischen Aufwölbung im mittleren Teil sind die Täler durch den gesamten Muschelkalk tief eingegraben, die Seitengewässer weisen ein starkes Gefälle auf und haben deutliche Schotterfächer ausgebildet. In den Randbereichen sind die Täler weniger tief in den Hauptmuschelkalk eingegraben und bilden Schlingen, felsige Prallhänge und Umlaufberge.
Als Teil der nordöstlichen Gäuplatten nehmen die Kocher-Jagst-Ebenen eine Mittelstellung zwischen den Heckengäulandschaften des Tauberlandes und den Korngäulandschaften der Hohenloher-Haller Ebene ein. Von West nach Ost steigt die Geländeoberfläche von 250 m auf 450 m an. Der westliche, tiefer gelegene Teil ist dabei zum Teil lößüberdeckt. Auf den Hochflächen hat sich zum Teil noch der Lettenkeuper in stark zerlappten Riedeln erhalten.

## Weblink
- Naturraumsteckbriefe der LUBW, siehe 126: Kocher-Jagst-Ebenen (PDF; 10,6 MB; Hinweise)